# Wolfgang Kluxen
Wolfgang Kluxen (* 31. Oktober 1922 in Bensberg; † 12. Mai 2007 in Bonn) war ein deutscher Philosoph und Hochschullehrer. Seine Spezialgebiete waren die Philosophie des Mittelalters, insbesondere des Thomas von Aquin, und die Ethik.

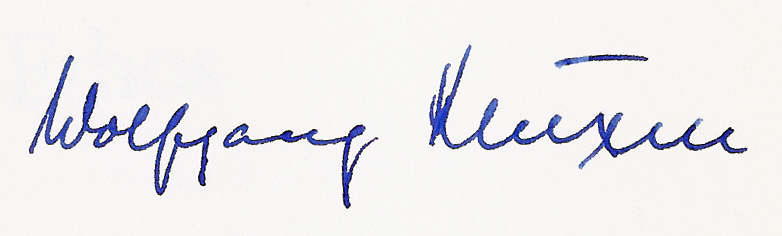
Wolfgang Kluxen. Signatur 1974

## Leben
Wolfgang Kluxen wuchs als Sohn des Mittelschullehrers Heinrich Kluxen und dessen Ehefrau Anna Witter auf. Er studierte Philosophie und katholische Theologie an den Universitäten Bonn und Köln, wo er 1951 mit einer Arbeit über die lateinischen Übersetzungen der Werke des mittelalterlichen jüdischen Philosophen Moses Maimonides bei Josef Koch, dem Gründer des Kölner Thomas-Instituts, promovierte.
Von 1953 bis 1958 arbeitete er als Assistent am Thomas-Institut, wo er unter anderem den Aufbau der dortigen Forschungsbibliothek betreute. Anschließend wechselte er im Rahmen eines Forschungsstipendiums an das belgische Institut superieur de la philosophie der Katholischen Universität Löwen. 1960 übernahm Kluxen eine Gastprofessur an der katholischen Villanova University in Philadelphia, USA.
1962 wurde Kluxen Professor für Philosophie in der Neusser Abteilung der Pädagogischen Hochschule Rheinland und nahm 1964 den Ruf
auf eine ordentliche Professur an der Ruhr-Universität Bochum an. 1969 wechselte er als Professor für Philosophie an die Universität Bonn, wo er von 1976 bis 1977 auch Dekan der Philosophischen Fakultät war. Als Gastprofessor lehrte er daneben zeitweise in Argentinien an der Universität Córdoba, in Japan an der Universität Tokio und im belgischen Löwen. 1988 wurde er emeritiert.
Kluxen lebte zuletzt in Bonn und wurde auf dem Bonner Alten Friedhof beigesetzt. Er war seit 1950 Mitglied der katholischen Studentenverbindung K.D.St.V Rheno-Baltia Köln im CV.
Kluxen war ein jüngerer Bruder des Historikers Kurt Kluxen (1911–2003).

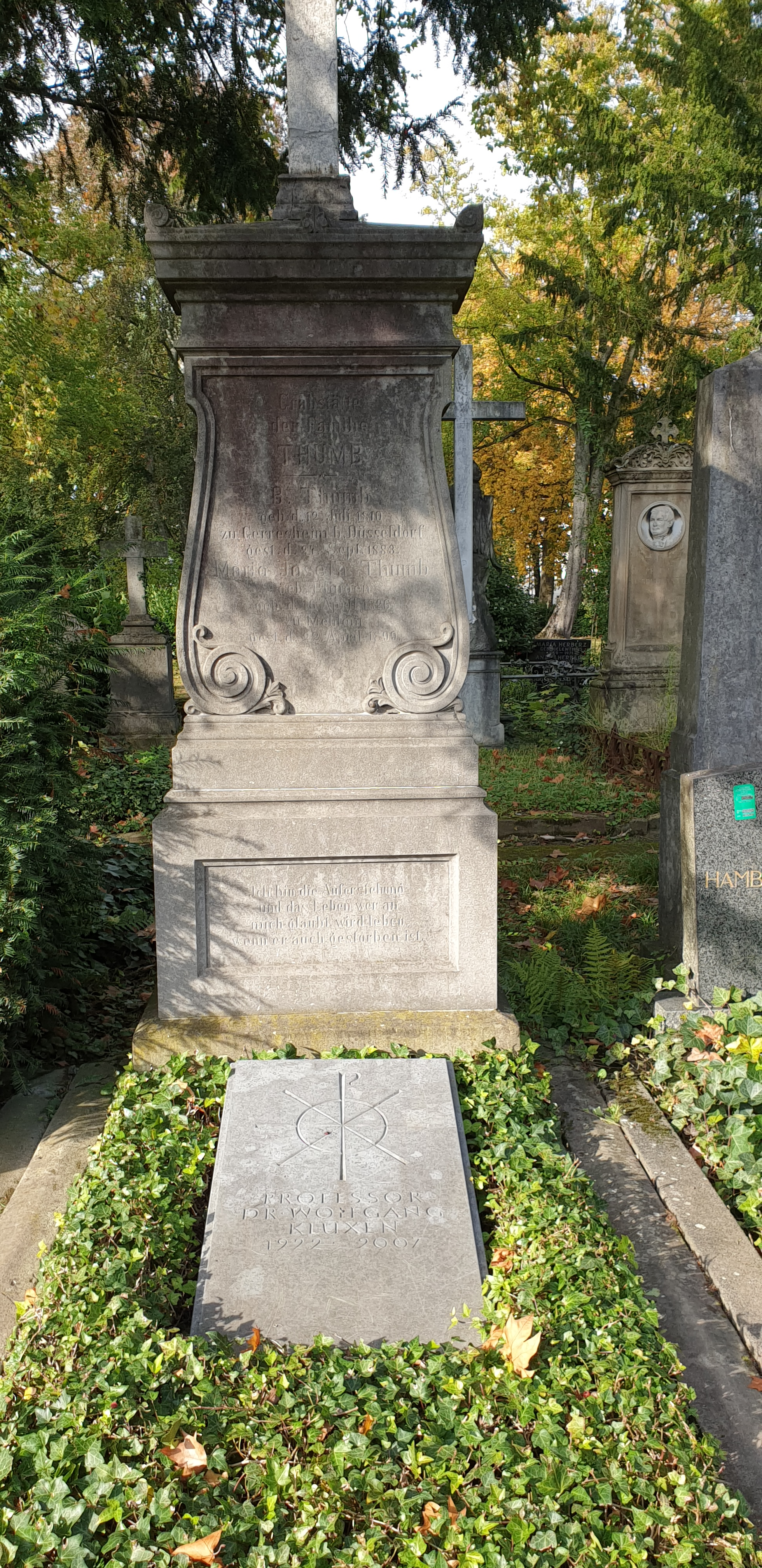
Grab von Wolfgang Kluxen

## Wirken
Wolfgang Kluxen gilt als Experte für Leben und Werk des Thomas von Aquin; sein Buch zur philosophischen Ethik des Thomas wurde zu einem internationalen Standardwerk. Daneben veröffentlichte er auch Werkausgaben bedeutender lateinischer Texte der Metaphysik, so des Thomas von Aquin und des Johannes Duns Scotus, mit Kommentar und deutscher Übersetzung. In zahlreichen seiner Aufsätze befasste sich Kluxen mit konkreten ethischen Fragen unterschiedlicher Lebensbereiche (von der Gentechnik über Recht und Wirtschaft bis zu Religion und Kunst) und gehört damit laut Andreas Speer „zu den Pionieren der angewandten Ethik in Deutschland“.
Kluxen war Mitglied verschiedener Wissenschaftsorganisationen, unter anderem ab 1975 der Nordrhein-Westfälischen Akademie der Wissenschaften, für die er als Vorsitzender der Averroes-Latinus-Kommission die lateinische Werkausgabe der Schriften des Averroes betreute. Bei der Görres-Gesellschaft war er bis kurz vor seinem Tod federführender Herausgeber der von Clemens Baeumker gegründeten Schriftenreihe Beiträge zur Geschichte der Philosophie und Theologie des Mittelalters.
Von 1972 bis 1982 war Kluxen Präsident (und seither Ehrenpräsident) der 1958 von ihm mitgegründeten Société Internationale pour l’Étude de la Philosophie Médiévale (SIEPM), von 1978 bis 1984 Präsident der Allgemeinen Gesellschaft für Philosophie in Deutschland. In dieser Zeit fand aufgrund seiner Initiative 1978 der 16. Weltkongress für Philosophie der Féderation Internationale des Sociétés de Philosophie (FISP) in Düsseldorf statt. Dem Direktorium der FISP gehörte Kluxen von 1988 bis 1998 an.

## Auszeichnungen
- Ehrendoktorwürde Dr. h.c. der Universidad Nacional de Córdoba, Argentinien (1973)
- Ehrendoktorwürde Dr. theol. h.c. der Ludwig-Maximilians-Universität München (1983)
- Ehrendoktorwürde Dr. phil. h.c. der Katholischen Universität Eichstätt (1987)
- Großes Bundesverdienstkreuz (1987)

## Schriften (Auswahl)
Monographien
- Philosophische Ethik bei Thomas von Aquin. Grünewald-Verlag, Mainz 1964 (Walberberger Studien der Albertus-Magnus-Akademie. Philosophische Reihe, Band 2.)
- Ethik des Ethos. Alber-Verlag, Freiburg/München 1974 (Fermenta philosophica), ISBN 3-495-47301-7.
- Jugend und Gesellschaft. Adamas-Verlag, Köln 1983, ISBN 3-920007-81-6.
- Perspektiven der Wirtschaftsethik. Westdeutscher Verlag, Opladen 1997 (Nordrhein-Westfälische Akademie der Wissenschaften, G 353), ISBN 3-531-07353-2.
- Grundprobleme einer affirmativen Ethik. Universalistische Reflexion und Erfahrung des Ethos. Alber-Verlag, Freiburg/München 2006. ISBN 978-3-495-48228-5.

Texteditionen und Übersetzungen
- Johannes Duns Scotus: Tractatus de primo principio. Abhandlung über das erste Prinzip. Hrsg., übersetzt und kommentiert von Wolfgang Kluxen. Wissenschaftliche Buchgesellschaft, Darmstadt 1974, ISBN 3-534-00532-5; 4. erweiterte Auflage ebd. 2009, ISBN 978-3-534-22703-7.
- Thomas von Aquin: De ente et essentia. Über das Seiende und das Wesen. Hrsg., übersetzt und eingeleitet von Wolfgang Kluxen. Herder-Verlag, Freiburg/Basel/Wien 2007 (Herders Bibliothek der Philosophie des Mittelalters, Band 7), ISBN 978-3-451-28689-6.

Herausgaben
- Thomas von Aquin im philosophischen Gespräch. Alber-Verlag, Freiburg/München 1975 (Alber-Broschur Philosophie), ISBN 3-495-47314-9.
- Sprache und Erkenntnis im Mittelalter. Akten des VI. Internationalen Kongresses für Mittelalterliche Philosophie der Société Internationale pour l'Étude de la Philosophie Médiévale, 29. August – 3. September 1977 in Bonn. Walter de Gruyter, Berlin 1981 (Miscellanea Mediaevalia, Bände 13.1/13.2), ISBN 3-11-008161-X.
- Tradition und Innovation. XIII. Deutscher Kongreß für Philosophie, Bonn, 24. – 29. September 1984. Meiner-Verlag, Hamburg 1988, ISBN 3-7873-0735-4.
- mit Gerhard Mertens und Paul Mikat: Markierungen der Humanität. Sozialethische Herausforderungen auf dem Weg in ein neues Jahrtausend. Ferdinand Schöningh, Paderborn/München/Wien/Zürch 1992.

Gesammelte Aufsätze
- Moral – Vernunft – Natur. Beiträge zur Ethik. Hrsg. von Wilhelm Korff und Paul Mikat. Schöningh-Verlag, Paderborn u. a. 1997, ISBN 3-506-74591-3.